# 131-й піхотний Тираспольський полк
131-й піхотний Тираспольський полк — (рос. 131-й пехотный Тираспольский полк) — піхотний підрозділ Російської імператорської армії. Переважна більшість військовослужбовців полку були вихідцями з України. Полк належав до 33-ї піхотної дивізії (2-ї бригади), ХХІ армійського корпусу, Київської військової округи. Місце базування — м. Київ (до 6.12.1895-після 1.04.1914 р.). Старшинство — 25.06.1700. Полкове свято — 6 серпня – Преображення Господнє .

## Формування підрозділу

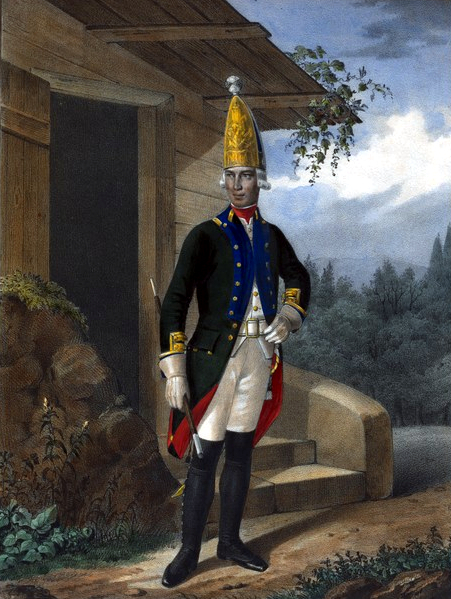
Гренадерський унтер офіцер Пермського мушкетерського полку, 1797-1801 рр.

24.06.1700 р. — Сформований князем Рєпніним в Низових містах Івана Англера Пермський полк. 

1702 р. — Піхотний Тимофія Трейдена полк. 

10.03.1708 р. — Пермський піхотний полк. 
 
29.11.1798 р. — Мушкетерський генерал-майора Пущіна 2-го полк. 

1800 р. — Мушкетерський генерал-майора Гартунга полк. 

1800 р. — Мушкетерський генерал-майора Ріттера полк. 

1801 р. — мушкетерский генерал-майора Вимпена полк. 

31.03.1801 р. — Пермський мушкетерський полк. 

16.05.1803 р. Одна рота відрахована для формування Волинського мушкетерського полку. 

22.02.1811 р. — Волинський піхотний полк. 

23.08.1856 р. — 4-й діючий батальйон перейменований у 4-й резервний і переведений до резервних військ, 5-8-й батальйони розформовані. 

6.04.1863 р. З 4-го резервного та безстрокововідпускних 5-го та 6-го батальйонів Волинського піхотного полку сформований Волинський резервний піхотний полк у складі 2-х батальйонів. 

13.08.1863 р. — Волинський резервний піхотний полк переформований в 3 батальйони і отримує назву Тираспольський піхотний полк. 

25.03.1864 р. — 131-й піхотний Тираспольский полк. 

1.01.1898 р. — 131-й піхотний Тираспольский генерал-адъютанта Ванновського полк. 

4.03.1904 р. — 131-й піхотний Тираспольский полк.. 

Такич чином, фактично полк був сформований у 1863 р., проте свою історію він виводив з 1700 р., оскільки до його складу були включені формування колишнього Пермського полку.

## Участь у військових конфліктах
1877-188 – Російсько-турецька війна (1877—1878)
. 24.08.1877 р. полк брав участь в бою при Аблово. 

1914-1917 – Перша світова війна ..

## Шефи
.

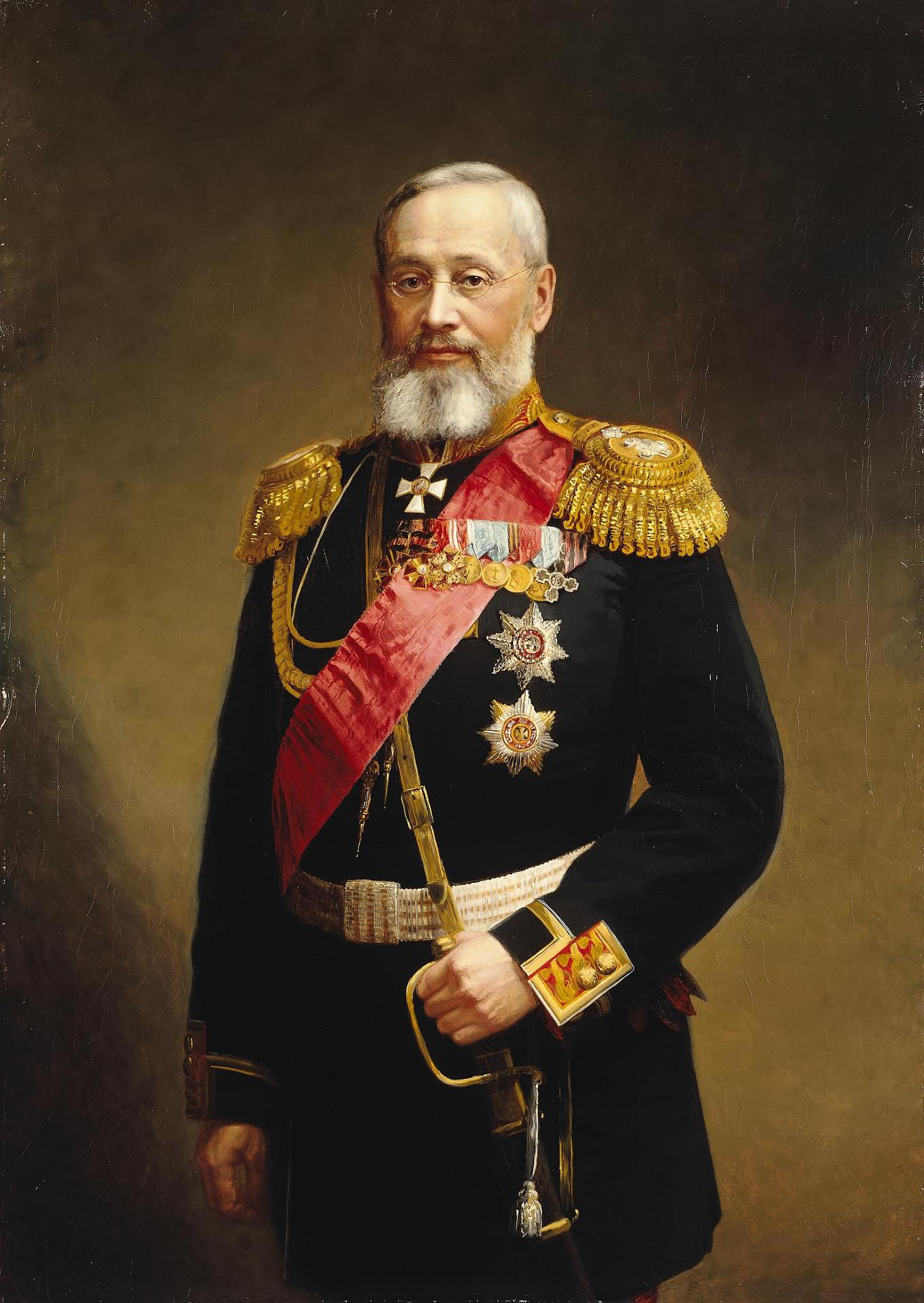
Шеф полку — генерал-ад'ютант генерал від інфантерії П. С. Ванновський.

1.01.1898-4.03.1904 рр. — генерал-ад'ютант генерал від інфантерії П. С. Ванновський .

## Командири
1863-1864 рр. — полковник Ловейко Доримедонт Якович; 

1864-1865 рр. — полковник Нолле; 
 
1865-1868 рр. — полковник Цитлідзев Георгій Павлович; 
 
1868-1876 рр. — полковник Саранчьов Віктор Семенович; 

1876-1877 рр. — полковник Власенко Олександр Григорович; 

1877-1883 рр. — полковник Сенкевич Антон Адамович; 

1.06.1883-24.03.1891 рр. — полковник Гловацький Петро Тимофійович; 

1.04.1891-26.02.1894 рр. — полковник Смірнов Володимир Васильович; 

1894-1899 рр. — полковник Михайлов Михайло Васильович; 

1899-? рр. — полковник Сіверський Андрій Андрійович; 
 
7.05.1901-14.07.1903 рр. — полковник Долгов Дмитро Олександрович; 

2.10.1906-3.10.1907 рр. — полковник Волкобой Петро Миронович; 

3.05.1910-після 1.02.1913 рр. — полковник Шевандін Дмитро Іванович; 
 
1913-16 рр. — Хануков Олександр Павлович.; 

## Нагороди та відзнаки
1. Відзнаки на полкове Георгіївське знамено: від Пермського піхотного (надане у 1814 р.) та Волинського полків (тут і далі мовою оригіналу): "За отличие в сражении при Бар-Сюр-Обе 15 Февраля 1814, за Севастополь в 1854 и 1855 годах и за Аблову 24 Августа 1877 года" та "1700-1900".
2. Знаки на головні убори з написами:
у 1-му, 2-му, 4-му батальйонах: "За Севастополь в 1854 и 1855 годах"
в 3-му батальйоні: "За Севастополь с 13 Сентября 1854 по 27 Августа 1855 года". Надані 30.08. 1856 р. 5-му та 6-му батальйонам Волинського полку.
3. Георгіївські труби з написом: "За Аблову 24 Августа 1877 года". Надані 12.10.1878 р.
4. Барабанний бій «Похід».Відзначено Пермський піхотний полк у 1830 р. за Російсько-турецьку війну 1828-29 рр. .

Нагрудний знак полку був затверджений 28 листопада 1910 р. Він мав вигляд срібного променевого хреста з синім овальним медальйоном в центрі. Навколо медальйону був золотий лавровий вінок увінчаний імператорською короною. В медальйоні розташовувались золоті вензелі імператорів Петра I та Миколи ІІ. Під ними в червоному ромбі містився напис «СС» . 

## Однострій
131-й піхотний Тираспольський полк був третім полком в дивізії. Відповідно, згідно однострою зразка 1862 р., його полковим кольором був білий. Таким чином, вояцький мундир був темно-зеленого кольору з клапанами білого кольору на комірі. Погони – світло-синього кольору. Околиш фуражки був полкового білого кольору, випушки – червоного. Прикладний метал – жовтий.

Під час Першої світової війни погони до польової форми офіцерів були з жовтого (золотистого) галуна з синімми просвітами та шифровкою «131.», яка була металевих цифр жовтого металу. У солдат погони були світло-сині, шифровка «131.» наносилась жовтою фарбою. Польовий варіант погон в офіцерів був з мундирного сукна, із червоним просвітом та шифровкою темно-зеленого кольору. У солдат – погони мундирного кольору з шифровкою жовтого кольору. 

## Полковий прапор
25 червня 1900 р. полк отримав Георгіївське ювілейне знамено зразка 1883 р. з іконою Преображення Господнього. Полотно знамені було білого кольору з білою каймою. Знамено мало Георгіївський наконечник зразка 1867 р. Написи: "За отличіе при Баръ/ сюръ Объ 15 Февраля 1814г./ за Севастополь въ 1854 и 1855 годахъ/ и за Аблову / 24го Августа / 1877 / года" та "1700-1800-1900". Полковий прапор мав Олександрівську ювілейну стрічку з написами "1900 года" та "1700г. Пъхотный Ивана Англера Пермскій полкъ". 
Також в полку зберігались три дуже старих стлівших знамена на чорних древках, три темно-блакитні знамена Пермського полку, з гербом міста Перм на червоних древках.

## Дислокація
Перед Першою світовою війною полк дислокувався в м. Києві. Один з казармених комплексів (штаб та ротна казарма) знаходився на сучаснії вулиці Ю. Іллєнка № 24 (кол. Велика Дорогожицька, 68). Архітектори – І. Ніколаєв та М. Бобрусов. Будівлі було зведено у стилі класицизму та модерну. Станом на січень 2019 року колишня штабна будівля полку є частково зруйнованою і продовжує руйнуватись далі.

Також можливо, що полкові казарми розташовувались на вул. Тираспольській.

## Факти з історії
Певний час полком командував полковник А. Сенкевич – родич польського письменника Г. Сенкевича. У 1900 р. колишній командир полку М. Михайлов написав і видав у Києві полкову історію. Під час революційних подій 1905-1907 рр. тираспольці брали участь у придушенні заворушень в Закавказзі. У роки 1-ї світової війни полк брав участь у боях на Південно-Західному та Північному фронтах: у 1914-15 — в Польщі та Карпатах, у 1916-17 — у Прибалтиці.

Під час Перших визвольних змагань, після українізації, полк увійшошв до складу армії УНР. У війську Української Держави з нього був сформований 27-й Козятинський полк. За часів Директорії тираспольці долучились до загону О. Удовиченка і таким чином взяли участь у створенні 3-ї Залізної дивізії армії УНР.

З 131-м Тираспольським піхотним полком пов’язано чимало імен військових діячів різних країн та формувань. Зокрема, України: В. М. Агапієв, Б. С. Степлецький, В. А. Ольшевський; Естонії: Д. К. Лєбєдєв; Російської імперії: М. В. Рузький; Білого руху: С. К. Добровольський, О. С. Лукомський; Червоної армії: О. Є. Гутор, М. П. Сапожников.
  
З 1863 р. полк мав власний похідний храм.